# Fasciculina
Fasciculina zijn een onderorde van mosdiertjes (Bryozoa) uit de orde van de Cyclostomatida.

## Taxonomie
De volgende families zijn bij de onderorde ingedeeld:
- Actinoporidae Vigneaux, 1949
- Frondiporidae Busk, 1875
- Hastingsiidae Borg, 1944
- Semiceidae Buge, 1952
- Theonoidae Busk, 1859

### Synoniemen
- Fasciculiporidae Walter, 1969 → Frondiporidae Busk, 1875
- Fascigeridae d'Orbigny, 1853 → Frondiporidae Busk, 1875